# هالکات، بدفوردشر
هالکات (به انگلیسی: Hulcote) یک روستا در بریتانیا است که در بدفوردشر مرکزی واقع شده‌است.